# Cima Quattro Denti
La Cima Quattro Denti (detta anche Denti di Chiomonte - 2.106 m s.l.m.) è una montagna delle Alpi del Moncenisio (nelle Alpi Cozie) che si trova in Val di Susa nel comune di Chiomonte ed Exilles

## Caratteristiche

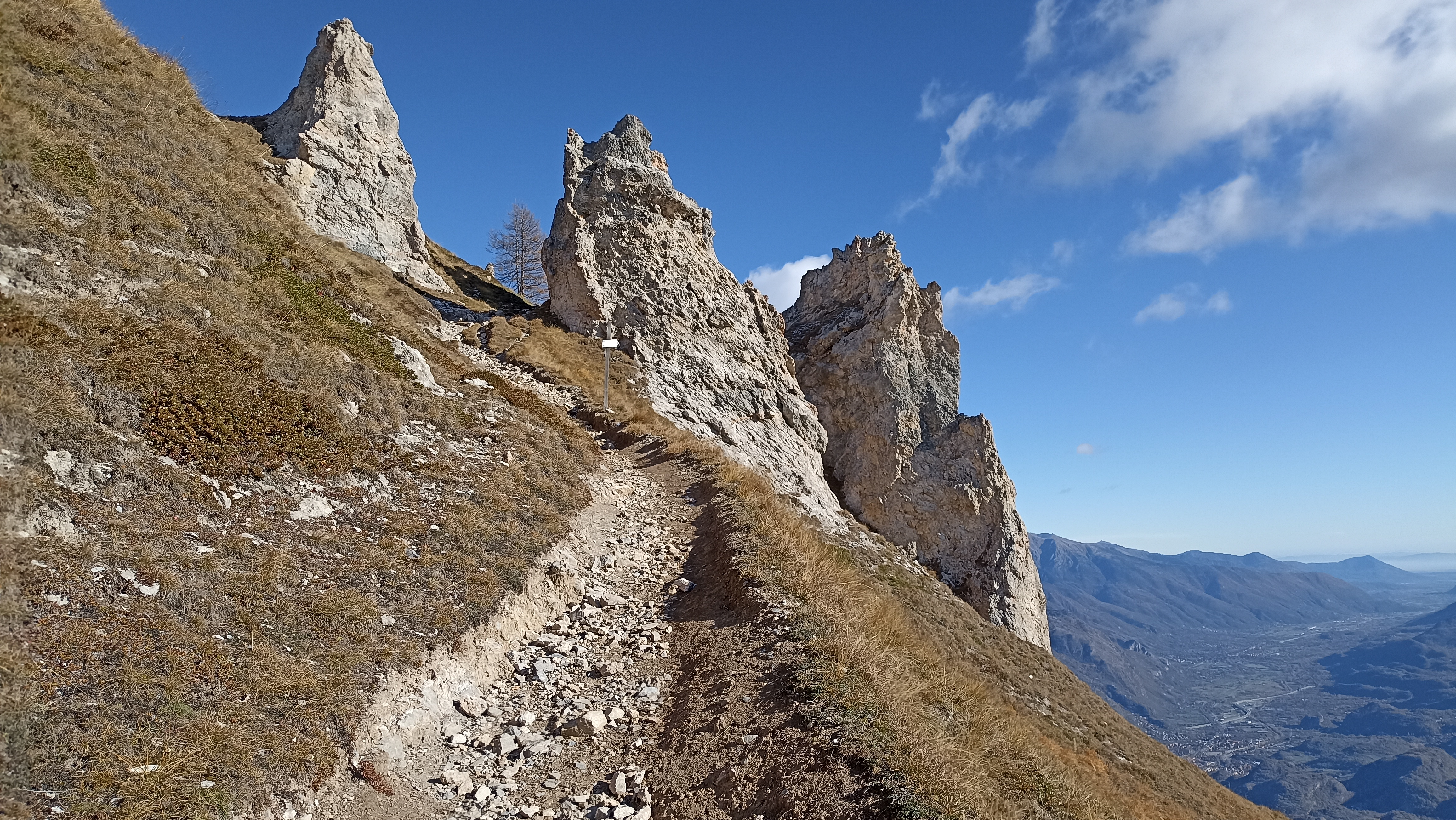
Salendo alla Cima Quattro Denti.

La montagna si estende lungo un suggestivo crinale che si diparte dal monte Niblè, snodandosi attraverso il monte Clopacà e la Cima del Vallone, per poi sfumare dolcemente nella cima Quattro Denti. Questa conformazione orografica la pone tra il solco principale della Val di Susa e il Vallone del Tiraculo, che a sua volta costituisce un affluente della Val Clarea, creando così un paesaggio di grande interesse geologico e naturale.
La struttura della montagna è caratterizzata da imponenti torrioni calcarei che emergono dalla cresta erbosa, conferendo al paesaggio un aspetto maestoso e severo.
Nei pressi della Cima Quattro Denti, si trova un'opera di grande valore storico e ingegneristico: il Gran Pertus. Questa galleria artificiale, costruita nel XIV secolo, rappresenta una straordinaria testimonianza dell'ingegnosità e della capacità tecnica delle popolazioni locali. Scavata nella roccia, la galleria aveva lo scopo di convogliare le acque provenienti dalle sorgenti della montagna per l'irrigazione dei terreni agricoli delle borgate della Ramats e del Cels, garantendo così risorse idriche preziose per la coltivazione in un'area altrimenti difficilmente irrigabile. Il Gran Pertus costituisce ancora oggi un elemento di grande fascino e un esempio significativo dell'interazione tra l'uomo e l'ambiente montano.
Questo sistema montuoso, con le sue particolarità geologiche e le tracce di una lunga storia di sfruttamento delle risorse naturali, è oggi un luogo di grande interesse per escursionisti, offrendo itinerari panoramici e testimonianze di un passato in cui l'adattamento dell'uomo al territorio ha dato vita a opere di straordinaria ingegnosità e bellezza.